# Allotinus damodar
Allotinus damodar är en fjärilsart som beskrevs av Hans Fruhstorfer 1913. Allotinus damodar ingår i släktet Allotinus och familjen juvelvingar. Inga underarter finns listade i Catalogue of Life.